# Émilie Menuet
Émilie Menuet (née le 27 septembre 1991 à Blois) est une athlète française, spécialiste de la marche athlétique. 

## Biographie
Le 17 juin 2017, à Blois, elle établit un nouveau record de France du 5 000 m marche en 21 min 26 s 05. Elle détient également depuis 2010 le record de France junior du 10 km marche en 47 min 26 s.
En mai 2015, lors de la Coupe d'Europe de marche à Murcie, elle porte son record personnel sur 20 km à 1 h 32 min 20 s et réalise les minima de qualification pour les championnats du monde 2015.
Championne de France du 20 km en 2014, elle remporte le titre du 10 000 m lors des championnats de France 2015. 
En 2016 elle obtient sa qualification aux Jeux olympiques de Rio.

### Résultats Notables
| Année | Compétition                                          | Lieu                      | Place | Épreuve                | Performance     |
| ----- | ---------------------------------------------------- | ------------------------- | ----- | ---------------------- | --------------- |
| 2007  | Championnats de France Cadets en Salle               | Paris                     | 2e    | 3 000 m marche - Salle | 15 min 56 s 28  |
| 2008  | Championnats de France Cadets en Salle               | Paris                     | 1re   | 3 000 m marche - Salle | 15 min 14 s 24  |
| 2008  | Championnats de France Cadets                        | Venissieux                | 1re   | 5 000 m marchee        | 25 min 19 s 72  |
| 2009  | Championnats de France Jeunes en Salle               | Paris                     | 2e    | 3 000 m marche - Salle | 13 min 57 s 78  |
| 2009  | Championnats de France Jeunes                        | Bondoufle                 | 2e    | 10 000 m marche        | 51 min 31 s 21  |
| 2011  | Championnats de France Elite                         | Albi                      | 3e    | 10 000 m marche        | 49 min 17 s 14  |
| 2011  | Journée Nationale des Jeunes de Marche               | Saran                     | 1re   | 1 heure marche         | 12 175 m        |
| 2012  | Championnats de France des 20 km Marche              | Saran                     | 3e    | 20 km marche route     | 1 h 37 min 56 s |
| 2012  | Championnats de France Espoirs                       | Reims                     | 1re   | 20 km marche route     | 1 h 37 min 59 s |
| 2012  | Journée Nationale des Jeunes de Marche               | Saran                     | 1re   | 1 heure marche         | 12 143 m        |
| 2013  | Championnats de France des 20 km marche              | Saint-Renan               | 1re   | 20 km marche route     | 1 h 38 min 33 s |
| 2014  | Championnats de France Elite                         | Reims                     | 3e    | 10 000 m marche        | 47 min 27 s 48  |
| 2014  | Championnats de France Elite en Salle                | Bordeaux                  | 2e    | 3 000 m marche - salle | 13 min 04 s 43  |
| 2014  | Championnats de France des 20 km et des 50 km Marche | Fontenay-le-Comte         | 2e    | 20 km marche route     | 1 h 36 min 52 s |
| 2015  | Championnats de France des 20 km et des 50 km Marche | Arles                     | 3e    | 20 km marche route     | 1 h 37 min 47 s |
| 2015  | Championnats de France Elite en Salle                | Aubière                   | 1re   | 3 000 m marche - salle | 13 min 02 s 87  |
| 2015  | Championnats de France Elite                         | Villeneuve-d'Ascq         | 1re   | 10 000 m marche        | 45 min 06 s 18  |
| 2015  | Championnats du Monde                                | Pékin                     | 31e   | 20 km marche route     | 1 h 36 min 17 s |
| 2016  | Championnats de France des 20 km et des 50 km Marche | Saint-Sébastien-sur-Loire | 1re   | 20 km marche route     | 1 h 33 min 27 s |
| 2016  | Championnats de France Elite                         | Angers                    | 2e    | 5 000 m marche         | 21 min 51 s 91  |
| 2016  | Jeux Olympiques                                      | Rio de Janeiro            | 13e   | 20 km marche route     | 1 h 32 min 04 s |

### Records
| Épreuve                | Catégorie | Performance    | Lieu      | Date            |
| ---------------------- | --------- | -------------- | --------- | --------------- |
| 3 000 m marche - Salle | Seniors   | 12 min 35 s 17 | Eaubonne  | 24 janvier 2016 |
| 5 000 m marche         | Seniors   | 21 min 41 s 72 | Blois     | 01 juillet 2015 |
| 10 km marche           | Juniors   | 47 min 26 s    | Poděbrady | 10 avril 2010   |

| Épreuve                | Performance     | Lieu                   | Date            |
| ---------------------- | --------------- | ---------------------- | --------------- |
| 3 000 m marche         | 12 min 35 s 47  | Vineuil                | 10 mai 2015     |
| 3 000 m marche - Salle | 12 min 35 s 17  | Eaubonne               | 24 janvier 2016 |
| 5 000 m marche         | 21 min 26 s 05  | Blois                  | 17 juin 2017    |
| 10 000 m marche        | 45 min 6 s 18   | Villeneuve-d'Ascq      | 11 juillet 2015 |
| 10 km marche - Route   | 44 min 48 s     | San Fernando (espagne) | 04 février 2017 |
| 20 km marche - Route   | 1 h 31 min 38 s | La Corogne             | 28 mai 2016     |
| 1 heure marche         | 12 175 m        | Saran                  | 02 octobre 2011 |
| 45 minutes marche      | 9 047 m         | Saran                  | 10 octobre 2010 |